# Жозіас Молі
Жозіас Молі — політичний діяч Вануату, колишній спікер парламенту й виконувач обов'язків президента країни. На ці посади він вступив 28 липня 2004 року. Молі був членом Союзу поміркованих партій та був обраний спікером парламенту після того, як Аб'ют програв парламентські вибори 6 липня того ж року. У Вануату спікер парламенту є в.о. президента після завершення терміну повноважень попереднього й до виборів нового колегією виборщиків.
Відставка з посту спікера відбулась у грудні 2004 року, коли уряд Сержа Вохора, члена його партії, було замінено на уряд Гама Ліні (Національна об'єднана партія). Молі залишився простим членом парламенту.